# Gabriel Chmura
Gabriel Chmura (Wrocław, 7 de maig de 1946 - Brussel·les, 17 de novembre de 2020) fou un director d'orquestra polonès-israelià.
El 1957, la família Chmur va marxar a Israel. Els anys 1964–1968 Gabriel Chmura va estudiar direcció, piano i composició al conservatori de Tel-Aviv. Més tard, va continuar la seva formació amb Pierre Dervaux a París i Hans Swarowsky a Viena. Va començar la seva carrera com a director d'orquestra en guanyar el primer premi al concurs de Besançon (1970), al concurs Herbert von Karajan de Berlín (1971) i una medalla d'or al concurs organitzat per La Scala de Milà (1971). Durant els següents anys va dirigir orquestres a Alemanya (Aquisgrà, Bochum) i el Canadà (Ottawa). Va debutar a l'òpera el 1974 amb Otello de Giuseppe Verdi a Múnic. El 2001-2007 va ser el director artístic de l'Orquestra Simfònica de la Ràdio Nacional Polonesa de Katowice. Va col·laborar amb el Teatr Wielki de Varsòvia i el Teatr Wielki Stanisław Moniuszko a Poznań, on va ser el director artístic. Des del 2015 va ser el primer director convidat de la Filharmònica de Cracòvia. Al Liceu de Barcelona, va dirigir Els mestres cantaires de Nuremberg (1976) i una versió de Samson et Dalila (1985).
Entre els nombrosos enregistraments de Chmura hi ha enregistraments per a Chandos amb peces de Mieczysław Weinberg. Chmura va dirigir l’òpera de Weinberg La passatgera a Varsòvia i va introduir l’òpera El retrat al repertori del Gran Teatre de Poznań. Va fer tornar als escenaris polonesos després de més d'un segle Els mestres cantaires de Nuremberg de Richard Wagner.
El 2013 va rebre un doctorat honoris causa per l'Acadèmia de Música Karol Lipiński a Wrocław.
Va morir el 17 de novembre de 2020 a Brussel·les. Va ser enterrat el 23 de novembre al cementiri del municipi d’Etterbeek a Wezembeek-Oppem.